# Ziaur Rahman
Ziaur Rahman (em bengali:  জিয়াউর রহমান Ziyaur Rôhman) (19 de janeiro de 1931 - Chittagong, 30 de maio de 1981) foi um carismático herói de guerra, político e estadista de Bangladesh. Foi o declarante oficial da Guerra de Independência de Bangladesh em 26 de março de 1971 e o primeiro chefe do governo provisório de Bangladesh. Ressurgiu em projeção nacional depois de trabalhar para colocar o Bangladesh fora de um atoleiro sócio-político sério em 7 de novembro de 1975. Em 1977, tornou-se o 7º Presidente de Bangladesh de 21 de abril de 1977 até sua morte, em 30 de maio de 1981; e fundou o primeiro partido político independente em Bangladesh, o Partido Nacionalista de Bangladesh, um dos dois principais partidos políticos do país. Ele foi assassinado no dia 30 de maio, em Chittagong, Bangladesh.
Sua viúva, Khaleda Zia, foi três vezes primeira-ministra de Bangladesh e é atualmente líder da oposição em Jatiya Sangsad (parlamento de Bangladesh). É popularmente conhecido como Shaheed Zia, significando mártir Zia, em referência ao seu assassinato em 1981.
| Cargos políticos                        | Cargos políticos                   | Cargos políticos           |
| --------------------------------------- | ---------------------------------- | -------------------------- |
| Precedido por: Abu Sadat Mohammad Sayem | Presidente de Bangladesh 1977–1981 | Sucedido por: Abdus Sattar |